# Leucippus (släkte)
Leucippus är ett släkte med fåglar i familjen kolibrier. Släktet omfattar fyra arter som förekommer från nordöstra Colombia och norra Venezuela till norra Peru och nordvästra Brasilien:
- Ockrabröstad kolibri (L. fallax)
- Tumbeskolibri (L. baeri)
- Fläckstrupig kolibri (L. taczanowskii)
- Olivfläckig kolibri (L. chlorocercus)